# Taillis, Ille-et-Vilaine
Taillis är en kommun i departementet Ille-et-Vilaine i regionen Bretagne i nordvästra Frankrike. Kommunen ligger i kantonen Vitré-Ouest som tillhör arrondissementet Fougères-Vitré. År 2022 hade Taillis 1 036 invånare.

## Befolkningsutveckling
Antalet invånare i kommunen Taillis
Referens:INSEE